# مولك (طقس)
المولك هو في العالم السامي والقرطاجي، ما يُطلق على التضحية بالدم المكونة من تقديم الباكورات، سواء كانت من حديثي الولادة من القطيع، أو أول ثمار الحصاد، أو البكر من الأبناء.

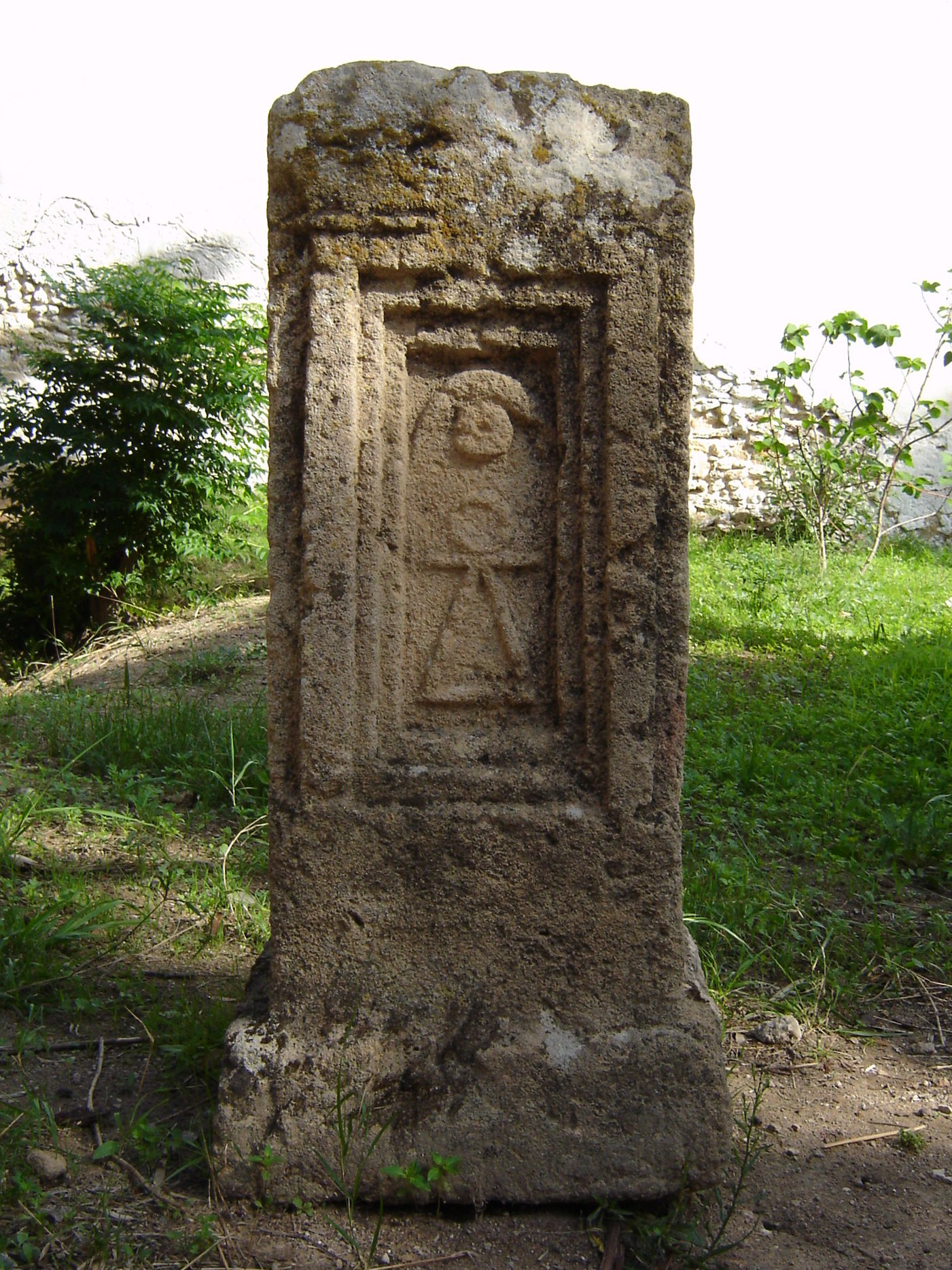
شاهدة على سطح قرطاج مخصصة لبعل آمون. نرى علامة تانيت هناك

ويمكن تقديم هذه الأضحية إلى بعل آمون أو إلى قرينته تانيت، ثم استبدالها بكوكب زحل المسمى الإفريقي.

## توضيح
سلط مارسيل ليغلاي، في أطروحته "زحل الإفريقي" (Saturne africain) الضوء على أهمية هذا القربان ولاحقًا لعملية الاستبدال التي يجب أن تحل محلها. هذا القربان، أو الهبة الطوعية، هي في نفس الوقت تأكيد للمكرسين، وتعبير عن أبوة الألوهية وهبة كاملة أو تأليه للمضحى. وهو يتألف من التضحية بالدم وحرق الموتى.
غالبًا ما يكون الاحتفال الذي يصور القربان أساسًا لاتهام الرومان بالقسوة والهمجية تجاه القرطاجيين ومن ثم آباء الكنيسة. إذا شهد علم الآثار على قدمها، يُستبدل أحيانًا بتضحية بديلة، محددة باللاتينية تحت مصطلح molchomor (عمل طقسي بامتياز لعبادة زحل). ومع ذلك، وفقا لبعض المصادر، فإن نسبة القرابين البشرية تميل إلى الزيادة، في القرن الرابع قيل الميلاد، رافق تطور قرطاج زيادة في نسبة القرابين البشرية والتي ربما لعبت دورا اجتماعيا.
وفقا لليغلاي، "لم يُلغى الطقس البونيقي بعد تدمير قرطاج ولكننا نعلم أيضًا أنه تم تأسيسه بين السكان الأصليين في إفريقيا. ويبدو أن علم الآثار يؤكد حقيقة تقديم القرابين للأطفال بعد ثلاثة قرون من السيطرة الرومانية".
يصف نفس المؤلف التضحية في خمس مراحل:
- iussus dei و uotum : الأمر أو الزجر الإلهي بالتضحية؛
- مقدمات الأضحية : الزينة وحلي الضحية والتطواف ؛
- تسليم الضحية وتكريسه؛
- القربان نفسه؛
- ترسيب الرفات، أوdepositio، ونصب الشاهدة ودفن الرفات.